# Château de Tickhill
Le château de Tickhill est un château situé à Tickhill, à la frontière entre le Nottinghamshire et le Yorkshire du Sud. Il s'agissait d'une forteresse de première importance sous le règne de Jean sans Terre.

## Histoire

### XIeetXIIesiècles
Le château était à l'origine une motte féodale et une baillie au XIe siècle. Il s'appelait « Blythe Castle » et avait été édifié par Roger de Busli (en), un important seigneur puisque, d'après le Domesday Book, il possédait 174 états dans le Nottinghamshire, sur la terre qui lui fut attribuée par Guillaume le Conquérant. Le château fut délibérément construit entre le Nottinghamshire et le Yorkshire, du fait que Roger avait autorité sur les deux. Après un siège en 1102, Robert Bloet mit en valeur la baillie, la première partie du château qui fut édifiée en pierre.
De 1151 à 1153, le château était détenu par Ranulph de Gernon, 2e comte de Chester, avant qu'il mourût empoisonné. En 1180, Henri II d'Angleterre initia la construction d'un donjon circulaire au sommet de la motte ; il fut achevé en 1192, de même qu'un pont en pierre et une chapelle édifiée par Aliénor d'Aquitaine.

### Possession de Jean sans Terre
En 1189, la terre autour de Tickhill fut accordée à Jean d'Angleterre par son frère Richard Cœur de Lion, bien que le château fut conservé par Richard, avec les châteaux de Launceston, de Rougemont (à Exeter), de Gloucester (dans le Gloucestershire) et de Nottingham (dans le Nottinghamshire), car Richard ne voulait pas croire en la loyauté de son frère au moment où il partit pour la Troisième croisade. Ses craintes s'avérèrent justifiées puisqu'en 1191, Jean prit le pouvoir des mains de William Longchamp qui avait été nommé régent par le roi. Avec le château de Windsor, Tickhill fut pour Jean sans Terre la plus importante fortification qui devait protéger le pays en cas d'une invasion redoutée du roi de France Philippe II Auguste.
Tickhill et Nottingham devinrent les derniers sites fortifiés de Jean sous le commandement de Robert de la Mare, et il fut assiégé par Hugues du Puiset en 1194, avec ses défenseurs qui tinrent bon jusqu'au moment où ils apprirent le retour de Richard en Angleterre. Avec la permission de Hugues de Puiset, ils envoyèrent deux chevaliers pour voir de leurs yeux que Richard était vraiment revenu. Comme c'était vrai, ils offrirent de rendre l'allégeance du château à Richard. Richard refusa, disant qu'il n'accepterait qu'une reddition inconditionnelle, ce que les chevaliers négocièrent à leur retour : la reddition du château à Hugues de Puiset en échange de la vie de ses défenseurs.

### XIVe–XVIIesiècles
En 1322, le château fut assiégé sans succès par Thomas de Lancastre, pendant une révolte contre Édouard II.
En 1372, il fut accordé à Jean de Gand, 1er duc de Lancastre, par Édouard III en échange du comté de Richmond. Il reste à ce jour la propriété du duché de Lancastre.
Vers 1540, le château était dans un triste état ; le bail fut obtenu en 1612 par Sir Ralph Hansby, qui fit réparer et fortifier le château.

### Destruction
Durant la Première Révolution anglaise, le château resta fidèle à la couronne, et Major Monckton en fut le responsable après la mort de Sir Ralph Hansby en 1643. En 1644, John Lilburne et 200 dragons de l'armée du comte de Manchester marchèrent sur Tickhill et reçurent la reddition du château le 26 juillet. Le château fut rasé en 1648 pour qu'il ne serve plus de point fortifié à l'avenir.

### De nos jours
Après la Première guerre civile, la famille Hansby construisit une large maison, qui inclut le porche fortifié de style normand et peut incorporer des parties de l'ancien hall. Le site de la baillie fait maintenant partie des jardins. Le château est aujourd'hui une résidence privée et le monument est entretenu par le duché de Lancastre, et ouvert au public une fois par an.

## Source
- (en) Cet article est partiellement ou en totalité issu de l’article de Wikipédia en anglais intitulé « Tickhill Castle » (voir la liste des auteurs).